# Fernandel
Fernandel (teljes nevén Fernand Joseph Desire Contandin) (Marseille, 1903. május 8. – Párizs, 1971. február 26.) francia színész, komikus és énekes.

## Élete

### Fiatalkora
Fernand Joseph Desire Contandin néven született Marseille-ben egy varietészínész fiaként. A családi hagyományoknak megfelelően már igen fiatalon elindult az énekes-komikusi pályán. 1922-től előszeretettel szerepelt operettekben és zenés revükben. 1928-ban Párizsba költözött, ahol különféle operettekben kapott szerepet.

### Filmes karrierje
Az 1930-as évektől kezdődött filmszínészi karrierje, s első filmes sikerét Guy de Maupassant Le Rosier de Madame Husson című művének adaptációjában aratta. Ezek után több mint száz filmben – elsősorban vígjátékokban – szerepelt. A 30-as évek végére vált előbb Franciaország, majd egész Európa egyik legnagyobb nevettetőjévé. Fernandel a népszerű vásári és kabaréhumort szelídítette olykor magasrendű komikummá, alaposan kihasználva rendkívül mulatságos testi adottságait, mindenekelőtt nem átlagos fejformáját, széles vigyorát és fogait. Bár gyakran gúnyt űzött saját magából, ennek ellenére a paraszti humor hagyományaiból táplálkozó, s annak zseniális finomításával létrehozott komikusi stílusa mindvégig magában hordozta a közvetlenséget, a mindennapi egyszerűséget. Így vált minden esendősége ellenére szeretni valóvá szerepeiben.
Fernandel talán legismertebb karaktere Don Camillo, a kisvárosi pap volt, aki furfangosságával rendszeresen borsot tört a kommunista polgármester orra alá. Legnagyobb sikerét az Első számú közellenség és Az ötlábú birka című filmekben érte el. Az utóbbi alkotásban Fernandel összesen hat különböző szerepet alakított egyszerre. Máskor tipikus antihősöket formázott meg, mint A nagyfőnökben, ahol a rosszfiúk közé keveredett kisember csetlés-botlását kacaghatjuk végig helyzetkomikumok egész sokaságán át. Az említett filmek mellett komolyabb szerepekben is feltűnt, mint például az Egy életművész és a Vörös kocsma című filmben nyújtott alakításai.

### Utolsó évei
Pályafutása utolsó éveiben mind több produceri feladatot vállalt, Jean Gabinnel közös produceri irodát is alapítottak,  Néhányszor dolgozott Amerikában is (80 nap alatt a Föld körül, 1956). Utolsó alakítása az 1968-ban forgatott, 1970-ben bemutatott Vágyálom volt. Tüdőrákban hunyt el 1971-ben Párizsban.

## Fontosabb filmjei
- Mulat a század (1932)
- Josette (1936)
- Táncrend (1937)
- Ignác, az ezred kedvence (1937)
- A kútásó leánya (1940)
- Az együgyű (1942)
- Vörös kocsma (1951)
- Alvajáró Bonifác (1951)
- Tiltott szerelem (1952)
- A hölgyfodrász (1952)
- Don Camillo kis világa (1952)
- Apa lett a fiam (1953)
- Elsőszámú közellenség (1953)
- Don Camillo visszatér (1953)
- Mam’zelle Nitouche (1954)

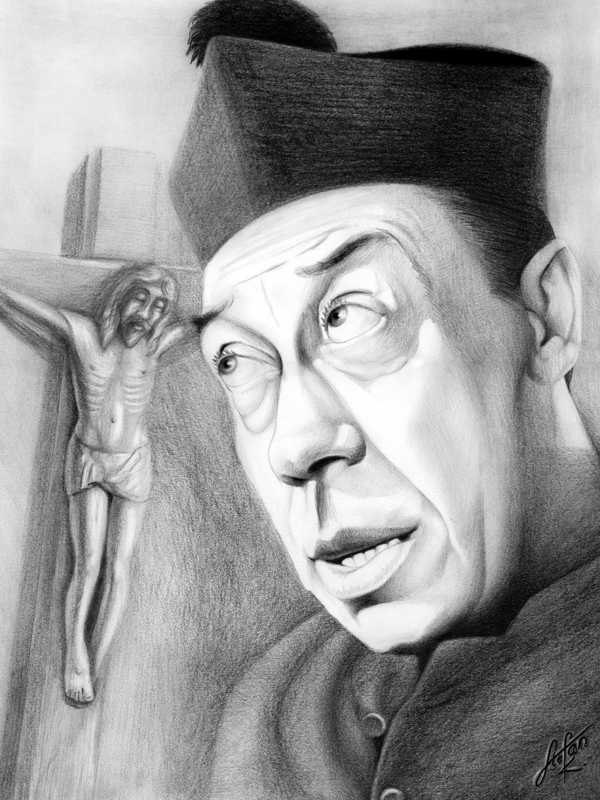
Stefan Kahlhammer: Don Camillo Jézussal vitatkozik

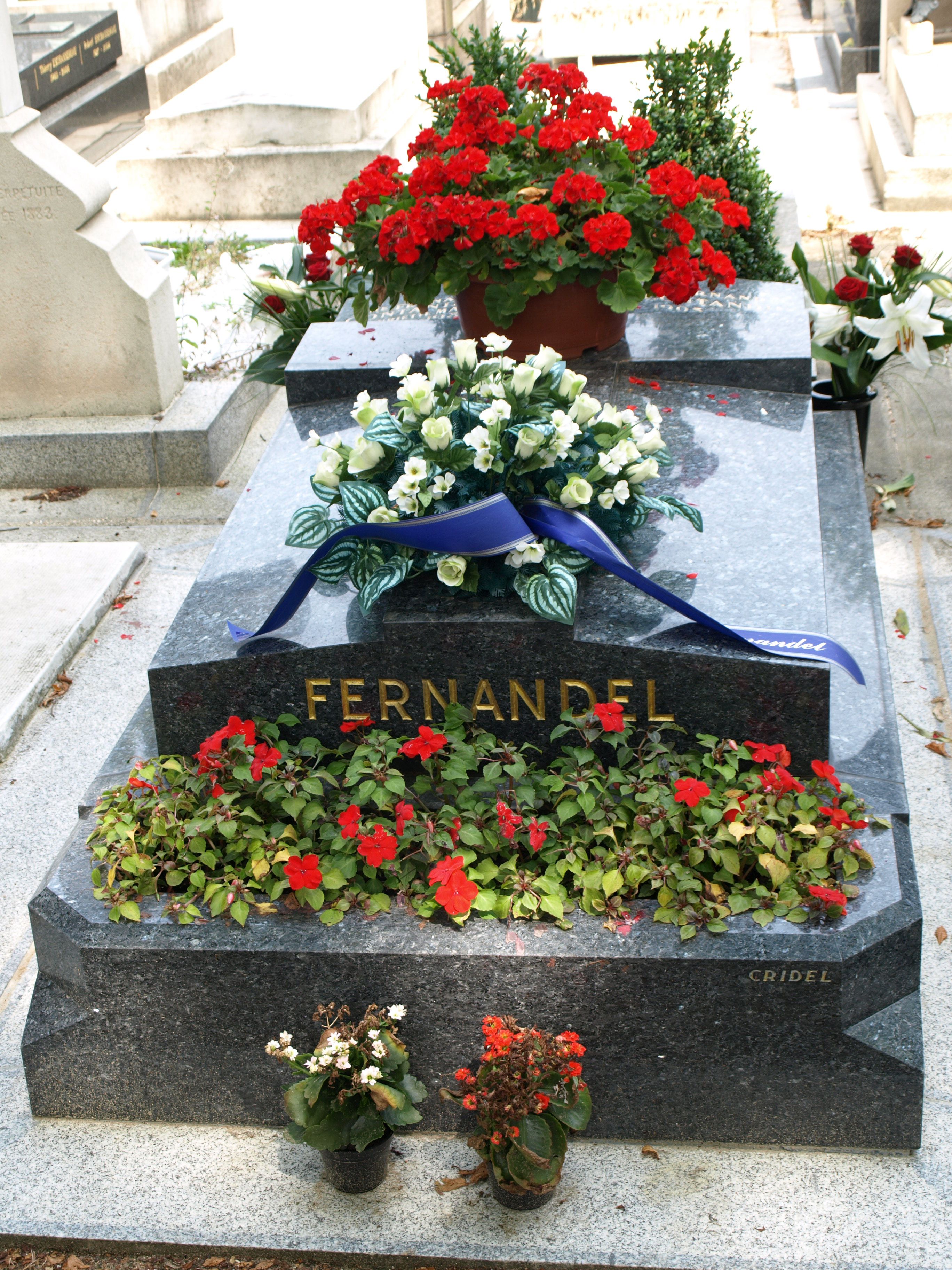
Fernandel sírja a párizsi Passyi temetőben

- Az ötlábú birka (Le mouton ŕ cinq pattes, 1954)
- Ali baba és a negyven rabló (1954)
- Don Camillo és a tiszteletreméltó Peppone (1955)
- 80 nap alatt a Föld körül (1956) - kameoszerep
- Négy lépés a fellegekbe (1956)
- Don Juan (1956)
- Paris Holiday (1958)
- A törvény az törvény (1958)
- (Le Confident de ces dames) (1959)
- A tehén és a fogoly (1959)
- A nagy főnök (1959)
- Az utolsó ítélet (1961)
- Don Camillo Monsignore... de nem túlságosan (1961)
- Az ördög és a tízparancsolat (1962)
- Konyhai csetepaték (1963)
- Nyugodj meg, kedves! (1964)
- Hálátlan kor (L’âge ingrat) (1964)
- Don Camillo elvtárs (1965)
- Apa útja (1966)
- Forduljon hozzám - TV sorozat (L'amateur ou S.O.S. Fernand) (1967)
- Elbűvölő szélhámos (1968)
- Vágyálom (Heureux qui comme Ulysse) (1970)
- (Don Camillo e i giovani d'oggi) (1970)

## Dalok
Félicie aussi

Le tango corse

Barnabé

La Caissière Du Grand Café

Ignace

On m'appelle Simplet

Un dur, un vrai, un tatoué

Ne me dis plus tu

Je suis une petite nature

C'est comme ça à Calcutta

Felicie

J’aime toutes les femmes

Ernestito

C'est une voleuse d'âme

Faut Pas Francine, Ecouter Les Racontars

Redis‐le me

La chanson du cabanon

Tout ça c'est Marseille

Ma femme fait du judo

Elle a tout ça

Pour Virginie

Il en est

L'amour incompris

Quel plaisir ! Quel travail !

Un homme

Avec l’ami Bidasse

L'Amour est un mystère

Lequel des deux

La bouillabaisse

Folatrerie

Le Cure De Cucugnan

Le secret de Maître Cornille